# Franz-Tumler-Literaturpreis
Der Franz-Tumler-Literaturpreis für zeitgenössische deutschsprachige Debütromane ist ein europäischer Literaturpreis, der jedes zweite Jahr von der Südtiroler Landesregierung gemeinsam mit der Gemeinde Laas vergeben wird, erstmals im Jahr 2007. Der nach dem Südtiroler Schriftsteller Franz Tumler benannte Preis ist  mit 8.000 Euro dotiert. Der Preisträger des Publikumspreises wird hingegen für eine Woche Schreibaufenthalt in den Vinschgau eingeladen.
Organisiert und ins Leben gerufen vom „Kreis Südtiroler Autoren“ im Südtiroler Künstlerbund und vom Bildungsausschuss Laas, geht es bei diesem Preis darum, „nicht nur das Werk des 1998 in Berlin verstorbenen Romanciers, Essayisten und Lyrikers zu würdigen, sondern auch neue Literatur in Deutscher Sprache zu fördern. Deshalb auch die Entscheidung, den Preis auf Debütromane einzuschränken“. (Zitat aus der Broschüre zur 1. Preisverleihung 2007)
Eine internationale Fach-Jury aus Südtirol, Deutschland, Österreich und der Schweiz benennt fünf Finalisten, die in einer eintägigen Live-Veranstaltung in Laas vor der Jury und dem Publikum aus ihren Debütromanen lesen. Unter den Finalisten wählen die Juroren anschließend den Preisträger aus.

## Preisträger
- 2007: Emma Braslavsky, für den Roman Aus dem Sinn
- 2009: Lorenz Langenegger, für den Roman Hier im Regen
- 2011: Joachim Meyerhoff, für den Roman Alle Toten fliegen hoch
- 2013: Björn Bicker, für den Roman Was wir erben
- 2015: Kristine Bilkau, für den Roman Die Glücklichen
- 2017: Julia Weber, für den Roman Immer ist alles schön
- 2019: Angela Lehner, für den Roman Vater unser
- 2021: Anna Felnhofer, für den Roman Schnittbild[1]
- 2023: Tine Melzer, für den Roman Alpha Bravo Charlie

### Publikumspreisträger
- 2009: Lea Gottheil, für den Roman Sommervogel
- 2011: Astrid Rosenfeld, für den Roman Adams Erbe
- 2013: Barbara Aschenwald, für den Roman Omka
- 2015: Petra Hofmann, für den Roman Nie mehr Frühling
- 2017: Stephan Lohse, für den Roman Ein fauler Gott
- 2019: Lola Randl, für den Roman Der Große Garten
- 2021: Hengameh Yaghoobifarah, für den Roman Ministerium der Träume[1]
- 2023: Irina Kilimnik, für den Roman Sommer in Odessa